# 会田長栄
会田 長栄（會田 長榮、あいた ちょうえい、1928年8月5日 - 2016年2月2日）は、日本の政治家、参議院議員。

## 経歴
福島県出身。旧制石川中卒。福島県労協議長、福島県教組委員長を経て、1989年の第15回参議院議員通常選挙に日本社会党から福島県選挙区に立候補して当選。1995年の第17回参議院議員通常選挙で落選し、政界から引退する。
2003年4月の春の叙勲で勲三等に叙され、旭日中綬章を受章した。
2016年2月2日、肺炎のため、死去した。87歳没。死没日付をもって正五位に叙された。